# بوشنوية رباعية الأوراق
بوشنوية رباعية الأوراق (الاسم العلمي:Buchenavia tetraphylla) هي نوع من النباتات يتبع جنس البوشنوية من الفصيلة القمبريطية.